# عائشة نور إسلام
ولدت في السادس عشر من شهر يناير في عام 1958 في مدينة اوسكودار في إسطنبول، وهي سياسية تركية. أتمت جزءا من تعليمها الأعدادي في إسطنبول في مدرسة أناضول كاديكوي Kadıköy Maarif والثانوية في مدرسة أنقرة الخاصة TED. وبعد فترة ما تخرجت في قسم اللغة التركية وأدابها في كلية الجغرافيا والتاريخ واللغات في جامعة أنقرة بعد أن درست علم اللغة في فقه اللغة الإنجليزية في جامعة إسطنبول.وحصلت عائشة نور على الماجيستير في جامعة أنقرة والدكتوراه في جامعة غازي.وعملت كعضو هيئة تدريس في جامعة أنقرة وقريق قاله وباشكنت على الترتيب. وشغلت منصباً في المديرية العامة للفنون الجميلة والمديرية العامة للبحوث والتعليم التابعة لوزارة الثقافة والسياحة.وشاركت في مجلس الإدارة وفي تأسيس معهد يونس امره.
وعائشة كولاهلي أوغلو هي زوجة الطبيب بهادر جلال إسلام ابن نادر لطيف إسلام-أحد نواب مجلس الشعب عن حزب العدالة- وأم لطفل واحد. وعائشة نور تتقن اللغة الإنجليزية بصورة جيدة، ولديها ما يصل إلى عشرة كتب وخمسون مقالة منشورين.
انتخب نائبة للشعب عن مدينة صقارية في الانتخابات العامة التي أُجريت في تركيا عام 2011. عُينت في 25 ديسمبر 2013 في المنصب الفرغ من فاطمة شاهين بوزارة الأسرة والشئون الاجتماعية، كما استمرت في منصبها هذا في الحكومة التركية الثانية والستين.